# Antonio Pesenti
Antonio Pesenti (Zogno, 17 mei 1908 - Bergamo, 10 juni 1968) was een Italiaans wielrenner. Het hoogtepunt van zijn carrière was het winnen van de Ronde van Italië in 1932.

## Belangrijkste overwinningen
1930
- 13e etappe Ronde van Italië

1932
- 5e etappe Ronde van Frankrijk
- 7e etappe Ronde van Italië
- Eindklassement Ronde van Italië

## Resultaten in voornaamste wedstrijden
| Jaar | Ronde van Italië | Ronde van Frankrijk | Ronde van Spanje |
| ---- | ---------------- | ------------------- | ---------------- |
| 1927 |                  |                     |                  |
| 1929 |                  | opgave              |                  |
| 1930 | 5e (1)           |                     |                  |
| 1931 | 7e               | ↑                   |                  |
| 1932 | ↑ (1)            | 4e (1)              |                  |
| 1933 | opgave           |                     |                  |
| 1934 | opgave           |                     |                  |
| 1936 | 19e              |                     |                  |
| 1937 | opgave           |                     |                  |
| 1938 |                  |                     |                  |

| Jaar | Milaan-San Remo | Ronde van Lombardije |
| ---- | --------------- | -------------------- |
| 1927 |                 | 20e                  |
| 1929 |                 |                      |
| 1930 | 16e             |                      |
| 1931 | 34e             | 10e                  |
| 1932 | 8e              |                      |
| 1933 |                 | 48e                  |
| 1934 | 17e             |                      |
| 1936 |                 |                      |
| 1937 |                 |                      |
| 1938 | 62e             |                      |